# Troy Kyles
Troy Kyles (Lorain, 13 de agosto de 1968) é um ex-jogador profissional de futebol americano estadunidense que foi campeão da temporada de 1990 da National Football League jogando pelo New York Giants.